# Admiral Group
Admiral Group plc er et britisk forsikringsselskab med hovedkvarter i Cardiff, Wales. Admiral Group markedfører sine forsikringsprodukter under navne som Admiral, Bell, Elephant, Diamond og Veygo. Der drives også prissammenligningshjemmesiderne Confused.com og Compare.com.
Forretningen begyndte som en division i Brockbank Group i 1991. I november 1999, ledte Henry Engelhardt et management buy-out af Admiral Group fra Brockbank Group med støtte fra Barclays Private Equity. 23. september 2004 blev Admiral børsnoteret på London Stock Exchange.